# 河野一郎 (財務官僚)
河野 一郎（かわの いちろう、1963年1月28日 - ）は日本の財務官僚。

## 来歴
大阪府出身。洛星高等学校を経て、1985年京都大学経済学部卒業、大蔵省入省（理財局）。中国財務局長や東北財務局長を歴任し、地域金融に関する卓越した知見を有しているとして、2022年には東邦銀行の監査等委員である取締役に起用された。

## 職歴
- 1985年4月：大蔵省入省（理財局）
- 1986年：理財局総務課調査室[6]
- 1989年7月：主税局総務課総務第一係長[7]
- 1990年7月：武雄税務署長
- 1991年7月：国税庁調査査察部査察課課長補佐
- 2001年7月：金融庁総務企画局総務課企画官
- 2003年
  - 5月：財務省大臣官房企画官
  - 7月：財務省大臣官房文書課情報公開室長
- 2004年7月：財務省理財局財政投融資総括課財政投融資企画官兼資金企画室長
- 2005年7月
  - 財務省理財局財政投融資総括課資金企画室長兼務
  - 金融庁総務企画局総務課管理室長
- 2006年8月：金融庁証券取引等監視委員会事務局課徴金・開示検査課長
- 2009年7月：金融庁総務企画局参事官
- 2012年8月：金融庁証券取引等監視委員会事務局総務課長
- 2013年7月：中国財務局長
- 2014年7月：金融庁証券取引等監視委員会事務局次長
- 2015年7月：東北財務局長
- 2016年6月：地域経済活性化支援機構常務取締役
- 2018年6月：商工組合中央金庫取締役常務執行役員[4]
- 2021年
  - 6月：財務省大臣官房付、退職
  - 11月：あいおいニッセイ同和損害保険顧問[8]
- 2022年6月：東邦銀行取締役（監査等委員）[5]